# Detroit Beach (Michigan)
Pour les articles homonymes, voir Detroit.
Detroit Beach est une communauté non-incorporée située dans le comté de Monroe dans l’État du Michigan aux États-Unis. 
Elle se trouve sur le rivage du lac Érié, dans le charter township de Frenchtown. Sa population est de 2 289 habitants.